# Traité du zen et de l'entretien des motocyclettes
Le Traité du zen et de l'entretien des motocyclettes est un roman de Robert M. Pirsig, publié en 1974 aux États-Unis sous le titre : Zen and the Art of Motorcycle Maintenance: An Inquiry into Values.
Le livre, un best-seller, décrit sous forme autobiographique le voyage d'un motocycliste avec son fils et quelques amis à travers l'Amérique du Nord. Sur le plan philosophique, il présente l'interprétation et la définition des notions de « Qualité » et de « Bien » de Pirsig. Il est en grande partie basé sur une thèse de doctorat sur les présocratiques.
Il couvre quatre sujets simultanés, qui sont :
1. Le voyage à moto à travers l'Ouest américain, l'ennui des paysages plats avant l'apparition des montagnes, et les péripéties qui y sont liées ;
2. Un récit de réminiscences où l'auteur raconte l'épopée de Phedre, vraisemblablement lui, avant ses séjours en institution psychiatrique, professeur d'anglais dans un lycée de l'Ouest américain, qui se trouve par ailleurs être la destination des motocyclistes, ainsi que sa lente descente dans l'enfer de l'aliénation mentale ;
3. Un exposé historique de l'histoire de la philosophie jusqu'aux présocratiques, accompagné d'une certaine dénonciation d'aspects généralement ignorés de la pensée socratique, platonicienne et aristotélicienne ;
4. Le tout entrelacé de considérations qui sont celles du Zen, art de vivre dans l'instant présent, et de son rapport avec l'entretien d'une mécanique et les qualités qui sont nécessaires à cet égard.

Ces quatre sujets s'entremêlent constamment, au gré des associations d'idées, réminiscences et réflexions qui naissent au cours des longs trajets. À noter qu'une étape du voyage est le Montana, qu'on retrouve partout dans l'imaginaire et la littérature américaine.
À travers le titre se dévoilent les interrogations principales de cet ouvrage. Où passent les limites entre l'art et la vie quotidienne ? Y a-t-il de l'art dans les simples actions de la vie ? Et dans les métiers dits « techniques » ? Où se situe le plaisir par rapport à ces actes ? Par rapport au quotidien ? Le lien entre action, qualité et plaisir peut-il s'incarner dans le Zen ?

## Extrait
« Le piège suivant qui vient à l'esprit est l'ennui. Il se trouve à l'opposé de l'anxiété et accompagne généralement les problèmes d'égo. L'ennui signifie que vous avez quitté la voie de la Qualité, vous ne voyez plus les choses avec un esprit neuf, vous avez perdu votre « esprit du débutant » et votre moto est en grand danger. L'ennui veut dire que votre provision de détermination est basse et qu'il faut en faire le plein avant toute chose.

Quand vous vous ennuyez, arrêtez ! Allez au spectacle. Allumez la télé. Prenez la journée. Faites n'importe quoi, mais ne travaillez pas sur la bécane. Si vous n'arrêtez pas, la prochaine chose qui se produira, c'est la Grosse Connerie, et c'est alors que tout l'ennui et la Grosse Connerie se combinent en un seul de ces coups du sort des dimanches qui vous vident de toute votre détermination, et vous stoppent vraiment. »

— traduction de M. Proulx.

## Divers
- Le titre fait référence à l'ouvrage Le Zen dans l'art chevaleresque du tir à l'arc, d'Eugen Herrigel.
- Selon le Livre Guinness des records, Zen and the Art of Motorcycle Maintenance est le best-seller qui a été refusé par le plus grand nombre d'éditeurs (121).